# Wono Sari (Bawang)
Wono Sari is een bestuurslaag in het regentschap Batang van de provincie Midden-Java, Indonesië. Wono Sari telt 3793 inwoners (volkstelling 2010).